# Graffenrieda fantastica
Graffenrieda fantastica är en tvåhjärtbladig växtart som beskrevs av Richard Evans Schultes och Lyman Bradford Smith. Graffenrieda fantastica ingår i släktet Graffenrieda och familjen Melastomataceae. Inga underarter finns listade i Catalogue of Life.